# Cheracebus
Cheracebus ist eine Affengattung aus der Unterfamilie der Springaffen (Callicebinae). Die Gattung wurde erst im März 2016 eingeführt und umfasst die Arten der ehemaligen Callicebus torquatus-Gruppe aus der Gattung Callicebus. Der wissenschaftliche Name setzt sich aus „Chera“ (= Witwe) und „Cebus“ (= langschwänziger Affe) zusammen und wurde vergeben, da die dunkle Gesamtfärbung und die oft weißlichen Hände der Tiere an die Trauertracht von Witwen erinnern. Die Entwicklungslinie der Gattung Cheracebus trennte sich von den übrigen Springaffen im mittleren Miozän vor etwa 11 Millionen Jahren.

## Merkmale
Cheracebus-Arten sind im Allgemeinen größer als andere Springaffen (Ausnahme der Maskenspringaffe (Callicebus personatus)). Arme und Beine sind sehr lang, die Arme erreichen eine Länge von 67 bis 73 % der Rumpflänge, bei den Beinen sind es 90 %. Ein Backenbart ist nur wenig entwickelt. Die Tiere sind schwärzlich oder rotbraun gefärbt, die Kopfoberseite ist schwarz, rötlich, rotbraun oder mahagonifarben. Über die Kehle verläuft ein auffälliges weißes oder gelbes Halsband, die Hände sind weißlich, schwärzlich, gelblich oder orange. Der Bauch kann sich farblich vom Rücken unterscheiden oder die gleiche Färbung zeigen. Die Oberfläche der oberen Backenzähne ist relativ glatt und einfach. Der Chromosomensatz ist diploid, die Chromosomenzahl beträgt 20.

## Verbreitung

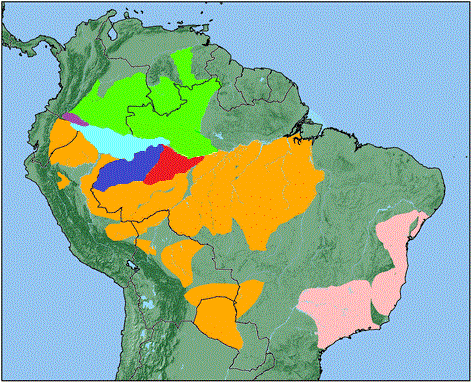
Die Verbreitungsgebiete der Cheracebus-Arten im nordwestlichen Amazonasbecken:
Schwarzer Springaffe
Schwarzhand-Springaffe
Lucifer-Springaffe
Rotkopf-Springaffe
Halsband-Springaffe
Gattung Plecturocebus
Gattung Callicebus

Cheracebus-Arten leben im nordwestlichen Amazonasbecken und im südlichen Stromgebiet des Orinoko. Das Verbreitungsgebiet liegt damit im nordwestlichen Brasilien, südöstlichen Kolumbien, südlichen Venezuela und im äußersten Norden von Peru. Im Osten reicht es bis zum Rio Negro und Rio Branco, im Westen bis zu den kolumbianischen Anden (Cordillera Occidental), im Norden bis zum Río Guaviare und zum Orinoko. Die südliche Grenze des Verbreitungsgebietes wird von den Unterläufen von Rio Javari, Rio Juruá, Rio Purus und Rio Madeira bestimmt. Südlich des Amazonas leben die Affen oft sympatrisch mit einer Art aus der Gattung Plecturocebus.

## Arten
Zur Gattung Cheracebus gehören sechs Arten.
- Cheracebus aquinoi[2]
- Lucifer-Springaffe (Cheracebus lucifer)
- Schwarzer Springaffe (Cheracebus lugens), Typusart
- Schwarzhand-Springaffe (Cheracebus medemi)
- Rotkopf-Springaffe (Cheracebus regulus)
- Halsband-Springaffe oder Witwenaffe (Cheracebus torquatus)